# Новрузов, Вугар Шахмар оглы
Вугар Шахмар оглы Новрузов (азерб. Vüqar Şahmar oğlu Novruzov; род. 7 апреля 1962 года в городе Лачын, Азербайджанская ССР) — азербайджанский предприниматель, меценат, доктор юридических наук, генеральный директор группы компаний Azmol Group.

## Биография
Вугар Новрузов родился 7 апреля 1962 года в городе Лачын, Азербайджанская ССР. В 1979 году, по окончании средней школы, был призван на службу в ряды советской армии на территории Молдавской ССР. Завершив военную службу, поступил на юридический факультет Кишиневского государственного института.
С 1988 по 1989 занимал должность заместителя председателя комитета комсомола Кишинёвского университета. С 1989 по 1991 годы работал в качестве ведущего специалиста в Центральном Комитете Комсомольской Организации республики Молдова, а также инструктором в Центральном Комитете Комсомола республики Азербайджан.
С 1992 года запустил в Кишинёве свой бизнес. Впоследствии стал основателем компании «Azmol Company», деятельность которой связана с импортом, поставкой и торговлей как оптом, так и в розницу бытовой химии, косметики и электротоваров.
Компания владеет сетью специализированных магазинов «Casa Curata», осуществляющих розничную торговлю вышеупомянутыми товарами.
С 2004 по 2019 годы возглавлял Конгресс Азербайджанцев Молдовы.

## Награды и премии
- Орден Республики (2 ноября 2016 года) — за заслуги в развитии и укреплении дружественных отношений и сотрудничества в деле сближения и взаимообогащения национальных культур, вклад в продвижение социально-экономических преобразований и активную благотворительную и спонсорскую деятельность[2].
- Орден «Трудовая слава» (6 апреля 2010 года) — за заслуги в развитии и укреплении дружественных отношений и сотрудничества в деле сближения и взаимообогащения национальных культур и плодотворную организаторскую и общественную деятельность[3].
- Медаль «Прогресс» (4 июля 2011 года, Азербайджан) — за заслуги в области укрепления дружбы между народами и развития азербайджанской диаспоры[4].
- Награждён в 2011 году орденом «Veten Оvladi» («Сын Отечества») за меценатскую деятельность и весомый вклад в укрепление дружественных отношений, сотрудничества, сближения и взаимообогащения национальных культур и плодотворную общественную деятельность[5][6].
- Лауреат премии «Трибуна 2021»[7].
- В 2010 году награждён Дипломом II степени республики Молдова.
- Диплом Национального фонда «Деде Горгуд» (2015 год)[8].

## Общественная деятельность
Благодаря участию Конгресса азербайджанцев Молдовы, который В. Новрузов возглавлял в течение 15-ти лет, были установлены памятники Низами Гянджеви и Гейдару Алиеву в Кишинёве, Михаю Эминеску в Комрате.
Совместно с посольством Азербайджана на «Мемориале Этернитате» открыта аллея «Шуша» в честь воинов-азербайджанцев, погибших в Карабахском конфликте.
В 2016 году, в честь 25-летия независимости Молдовы и Азербайджана, КАМ спонсировал сооружение «Арки Дружбы» на въезде в город Сынжерей.
В 2011 году Конгресс азербайджанцев в Молдове взял на себя финансирование и выпуск музыкального альбома «Антология азербайджанской народной музыки» на молдавском нае в исполнении народного артиста республики Молдова Константина Московича. В альбом вошли 14 композиций.
При поддержке Конгресса был организован концерт-презентация вышеупомянутого альбома в Национальной Филармонии им. С. Лункевича.
В 2013 году Конгресс профинансировал выпуск диска и последующий концерт на произведения Дмитрия Кантемира в исполнении симфонического оркестра. На дирижерском «мостике» стоял руководитель Национального оркестра «Телерадио», народный артист, профессор, член-корреспондент АНМ Георге Мустя.
За годы работы в Конгрессе В. Новрузов профинансировал издание более 15-ти книг. Среди них «Антология Азербайджанской литературы» на румынском языке и «Антология Молдавской литературы» на азербайджанском языке, в которые вошли произведения таких известных писателей и мыслителей как Анар, Эльчин, Чингиз Абдуллаев, Аркадий Сучевяну, Лео Ботнару и Игорь Волницкий в рамках Дней литературы Азербайджана в Молдове и Молдовы в Азербайджане при сотрудничестве с посольством Азербайджана.
В 2018 году в честь 95-летия со дня рождения Гейдара Алиева была издана книга его афоризмов на 4-х языках и совместно с посольством Азербайджана организован торжественный концерт в Органном зале города Кишинев.
КАМ профинансировал издание книги известного азербайджанского мыслителя и писателя Насими, адаптированной для молдавского читателя, а также содействовал переводу на английский язык и изданию книги о Ходжалинской резне авторов Амир Гут и Арье Гут. Данная книга, используется в презентационных целях в посольствах Азербайджана по всему миру.
В 2011 году, по инициативе и при поддержке КАМ, совместно с Академией наук республики Молдовы уникальная коллекция подков гражданина Петру Костин была включена в Книгу рекордов Гиннесса.